# Габриэль Найт

Дин Эриксон в роли Габриэля Найта

Габриэль Найт (Gabriel Knight) — главный персонаж одноимённой серии приключенческих игр выпущенных компанией Sierra On-Line в 1990-х годах.
Персонажи и сами игры серии «Габриэль Найт» были созданы Джейн Дженсен, которая до этого работала над игрой King's Quest VI вместе
с другим известным геймдизайнером Робертой Уильямс.
Всего в серии Gabriel Knight было выпущено 3 игры:
- 1993 — Gabriel Knight: Sins of the Fathers (Габриэль Найт: грехи отцов)
- 1995 — Gabriel Knight 2: The Beast Within (Габриэль Найт 2: зверь внутри)
- 1999 — Gabriel Knight 3: Blood of the Sacred, Blood of the Damned (Габриэль Найт 3: кровь святых, кровь проклятых)

Завершающая часть трилогии стала последней приключенческой игрой, выпущенной Sierra Entertainment.
Все три игры серии повествуют о приключениях Габриэля Найта, писателя, который живёт в Новом Орлеане и содержит небольшой книжный магазин. Работая над книгой о вуду и расследуя ряд преступлений, связанных с магией вуду, Габриэль узнаёт, что его судьба — последовать призванию своих предков и стать шаттенъегерем (нем. Schattenjäger — «истребителей теней»).

## История
Первая часть серии вышла в 1993 году. Она стала одной из многих игр компании «Sierra», сделанных в нелинейном формате. Первая игра делится на «дни», каждый из которых требует выполнения определённой последовательности действий, после чего начинается следующий «день». Таким образом, линейная последовательность действий в игре гарантированно выполняется: не решив все загадки предыдущего «дня», невозможно перейти к следующему. Подобным же образом организованы все игры серии: во второй части «дни» сменили «главы», а в третьей — «временные промежутки».
Благодаря успешному сочетанию исторических фактов и фантазии автора, а также глубокой проработке персонажей (например, развитие отношений между Габриэлем и Грейс — важная часть сюжета серии), игры получили высокую оценку и признание как выдающееся достижение в художественном плане. Музыка к серии, написанная мужем Джейн Дженсен, Робертом Холмсом, значительно усиливает атмосферу игры.

## Габриэль Найт
Габриэль Найт главный герой сериала, «альтер эго» игрока. По профессии писатель, а также владелец небольшого книжного магазина «St. George’s Rare Books» в своём родном городе Новом Орлеане. По призванию Габриэль — частный детектив, специализирующийся на раскрытии сверхъестественных преступлений. Он харизматичен, находчив, остроумен, немного саркастичен, обладает нечеловеческой интуицией, легко находит подход к женщинам, всегда может вытянуть нужную ему информацию из собеседника.
В начале первой части игры, Габриэль предстаёт незадачливым писателем-беллетристом, интуитивно приближающимся к разгадке череды убийств, приводящей его, в конечном итоге, к открытию семейной тайны. Габриэль узнаёт, что он потомок шаттенъегерей — детективов, расследующих сверхъестественные происшествия. В заключении первой игры Габриэлю предстоит отправиться в Баварию и заявить о своих правах на наследство шаттенъегерей.
О двух следующих делах, выпавших Габриэлю, уже как профессиональному «охотнику за тенью», рассказывается во второй и третьей частях трилогии.

## Игры

### Gabriel Knight: Sins of the Fathers (1993)
В первой игре серии Габриэль Найт живёт в Новом Орлеане, управляя своим книжным магазином и попутно пытаясь написать новую книгу. Когда в городе происходит серия странных убийств, сопровождающихся ритуалом вуду незадолго до Дня Святого Иоанна, Габриэль начинает собственное расследование и собирает материал для своей будущей книги. Он очень быстро узнаёт об Охотниках за Тенью, когда его родственник пытается связаться с ним. Узнаёт он также и о древнем проклятии, наложенном на его семью несколько веков назад, когда его предок в Чарльстоне не выполнил свой долг. С тех пор проклятие преследовало его семью, и сейчас из-за него же жизнь Габриэля тесно переплетается с жизнью убийцы, что совершает ритуальные убийства вуду. Сам того не желая, новый Schattenjäger отправляется в Германию и даже в Африку навстречу своей судьбе.
Решение Габриэля, чем руководствоваться в своих действиях — любовью или чувством долга — приводит к одной из двух возможных концовок.

### Gabriel Knight 2: The Beast Within (1995)
В начале второй игры серии (также называемой иногда The Beast Within: A Gabriel Knight Mystery) мы видим Габриэля, который пытается написать продолжение для своего успешного романа «Колдуны-убийцы» (Voodoo Murders). Он переехал в дом своих предков, Замок Риттер в городке Риттерсберг, который находится в Баварии. Местному населению прекрасно известно о том, что члены семьи Габриэля являются Охотниками за Тенью, и скоро Габриэлю предстоит расследовать дело о том, что считают нападением оборотня в Мюнхене.
Грейс, узнав из письма о том, что предстоит расследовать Габриэлю, отказывается оставаться в Штатах в стороне от дел и отправляется в Риттерсберг на помощь. Таким образом, «главы» игры делятся между Грейс и Габриэлем.
Вместе они обнаруживают легенду о баварском Чёрном Волке, узнают, что скрывается за трагической смертью короля Баварии Людвига II и находят утерянную оперу Вагнера.
При создании второй части серии использовались технологии, получившие дальнейшее применение и развитие в игре Phantasmagoria, где персонажи и многие объекты засняты на видео в реальном времени и показаны на фоне «виртуальных декораций», состоящих по большей части из фотографий задних планов (техника, известная как Full Motion Video, или FMV). «Зверь внутри» считается одним из немногих успешных образцов компьютерных игр в технике FMV. Эпизоды, которые проходят в Мюнхене, дают на удивление точное изображение города.

### Gabriel Knight 3: Blood of the Sacred, Blood of the Damned (1999)
Семья аристократов вызывает Габриэля во Францию — расследовать похищение ребёнка близ городка Ренн-ле-Шато.
Легендарное сокровище городка, которое искали на протяжении многих веков и которое, по слухам, связано с рыцарями-тамплиерами и даже со смертью Христа, кажется вполне обоснованным и интригующим мотивом, но вскоре выясняется, что к похищению могут быть причастны вампиры.
Как и во второй части, игра делится между двумя главными персонажами — Габриэлем и Грейс. Движок, использованный в этой игре — усовершенствованная версия 3D-системы с видом «от третьего лица», которая использовалась также в King's Quest VIII.
Габриэля Найта снова озвучивает Тим Карри. «Кровь святых, кровь проклятых» — последний квест, выпущенный компанией Sierra Entertainment.

## Книги
Сюжеты «Sins of the Fathers» (ISBN 0-451-45607-6) и «The Beast Within» (ISBN 0-451-45621-1) Джейн Дженсен положила в основу романов. Обе книги на данный момент опубликованы. Роман «The Beast Within» некоторые критиковали за то, что он плохо отредактирован, поскольку содержит большое количество ошибок там, где используется немецкий язык.

## Постоянные герои

### Грейс Накимура
Грейс Накимура (Grace Nakimura) — постоянная помощница и ассистентка Габриэля, собирает информацию, работает в архивах, проводит предварительные исследования для порученных Габриэлю дел. Иногда ей приходится непосредственно участвовать в расследовании. В самом начале трилогии Грейс покидает университет, где она готовилась к получению учёной степени и переезжает в Новый Орлеан. По странной прихоти она поступает на работу в книжную лавку St. George’s Rare Books. Отчасти ей движет жажда приключений, отчасти она делает это наперекор своим родителям, которые, следуя японским традициям, по-своему представляют будущее их дочери, невольно оказывая на неё давление. По своему складу жизнерадостная и рассудительная девушка, Грейс, тем не менее, обладает обострённым интуитивным чувством возможной опасности, склонна к вере в сверхъестественное. Но что самое главное — у Грейс прирождённый талант исследователя. Свободное от работы в магазине и исследований время Грейс посвящает высоким материям: она любит писать масляными красками и интересуется китайской философией, в изучении которой достигла впечатляющих успехов. Эти таланты Грейс очень пригодились впоследствии Габриэлю при расследовании его первого дела. Во второй части игры Грейс действует гораздо активнее, она становится игровым персонажем, которому отведено около половины игрового времени. Вся историческая составляющая игры теперь в распоряжении Грейс, Габриэлю остаётся заниматься только непосредственно расследованием порученного ему дела. Грейс может проявлять враждебность к тем, кто не хочет содействовать ей в её изысканиях, особенно досталось Герде, смотрительнице Замка Риттер, в первый день их знакомства. Однако, настойчивость Грейс, порой переходящая в упрямство, стала очень полезной для дела Габриэля, и даже спасла ему жизнь. Габриэлю пришлось пересмотреть своё снисходительно-покровительственное отношение к своей ассистентке, и в третьей части игры Грейс выступает уже как абсолютно равноправный напарник Габриэля. Хотя Грейс часто нелестно отзывается о способностях и человеческих качествах Габриэля, очевидно, что оба героя на самом деле очень беспокоятся друг о друге, возможно, даже больше, чем обычные напарники.

### Франклин Мозли
Франклин Мозли (Franklin Mosely) — лучший друг Габриэля с самого детства. В начале первой игры Мозли работает детективом в полиции Нового Орлеана. Он не придаёт значения странным обстоятельствам серии убийств, отказываясь верить в сверхъестественную природу этих происшествий, но постепенно, когда факты уже не оставляют места для каких-либо рациональных объяснений, Мозли оказывает серьёзную поддержку Габриэлю в его расследовании. Во второй части игры Мозли не появляется, хотя герои несколько раз упоминают о нём. Мозли «возвращается в строй» в заключительной части трилогии, «случайно» оказавшись на отдыхе в том же районе Франции — Лангедок — где Габриэль пытается распутать дело о похищении. Мозли проявляет подозрительный интерес к делу Габриэля и с крайней неохотой сознаётся в своей истинной цели приезда во Францию. Они с Габриэлем постоянно разыгрывают непримиримую парочку закадычных друзей, Мозли часто остроумно заканчивает шутливые фразы Габриэля.

### Герда Халл
Герда Халл (Gerde Hull) управляющая Замка Риттер, родового имения Габриэля. Когда Габриэль впервые увидел её, перед ним предстала страстно увлечённая, восторженная, излучающая оптимизм молодая женщина. Её безудержное стремление и рвение в помощи Габриэлю в поисках его знаменитого дяди Вольфганга явно свидетельствовала о её любви к великому шаттенъегерю. После смерти Вольфганга в первой части игры, Герда согласилась остаться в Замке и помочь Габриэлю в память о Вольфганге. Во второй игре Герда всё ещё скорбит об умершем возлюбленном, с её лица не сходит печаль. Она отвечает учтивой неприветливостью на попытки прибывшей в Замок Грейс вытеснить её с места ассистента Габриэля. После того, как Грейс случайно узнаёт, что поводов для ревности Грейс к Габриэлю у неё нет, две дамы решают объединить свои усилия для помощи начинающему «охотнику за тенью», а возможно, и для спасения его жизни. Так как Герда считает своим долгом заботу о Замке Риттер и о могиле его предыдущего владельца, она не появляется в третьей части истории, действие которой происходит во Франции.

## Оценки
В ноябрьском номере за 1996 год журнал Computer Gaming World присудил Габриэлю Найту второе место в рейтинге самых запоминающихся героев компьютерных игр.